# Ernst Friedrich Zwirner

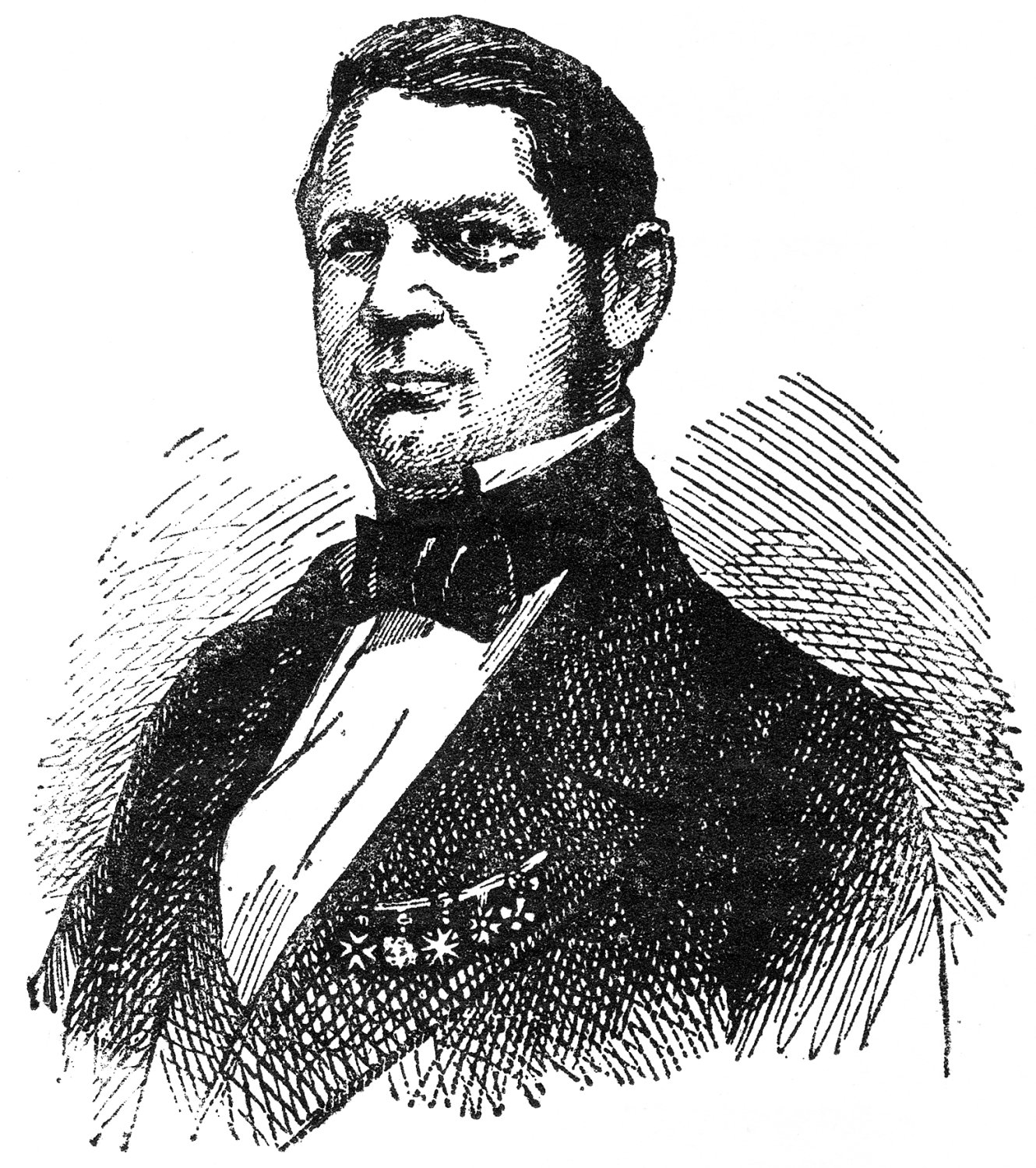
Ernst Friedrich Zwirner.

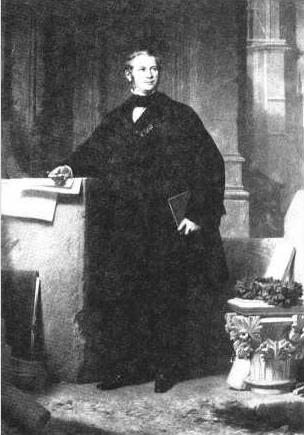
Ernst Friedrich Zwirner, retrato por Erich Correns.

Ernst Friedrich Zwirner (Jakobswalde, Silesia, 1802 - Colonia, 1861) fue un arquitecto alemán. Estudió en Breslau y Berlín, y trabajó en este último lugar a las órdenes de Karl Friedrich Schinkel.
Desde 1833 fue arquitecto principal de la catedral de Colonia que debía ser completada. En Colonia, sucedió a Vincenz Statz como el más importante representante práctico de la arquitectura gótica. Desde el momento en que fue reconocido la finalización de la gran catedral de Colonia como la tarea que traería el mayor honor al estilo gótico, la escuela de Schinkel perfilaba el hombre que llevara a cabo ese trabajo; primero Friedrich Adolf Ahlert, y tras su muerte, Zwirner fue llamado a Colonia. Recibió más confianza de la que se le había dado a su predecesor, debido a que mostró una comprensión más perceptiva del trabajo de los antiguos maestros. Cuando hubo finalizada la restauración, presentó sus planes para completar la estructura en 1841 al rey Federico Guillermo IV; tras la aprobación de los planes el trabajo se inició al año siguiente. Sin embargo, ni Zwirner ni su capaz sucesor Karl Eduard Richard Voigtel, quien completó la obra, tuvieron éxito en unificar la gracia del libre juego de la imaginación con la corrección técnica y la secuencia arquitectónica. No obstante, no hay duda que Zwirner era uno de los mejores conocedores del estilo medieval.
Lo que hubo aprendido de su trabajo en la catedral de Colonia lo utilizó en sus propios diseños con la misma habilidad y energía. Su mejor edificio probablemente es la Iglesia de San Apolinario en Remagen, a la que sin embargo, se le han hecho las mismas objeciones de monotonía. También construyó una iglesia en Mülheim del Rin, y otra en Elberfeld. Restauró el castillo de Argenfels sobre el Rin, construyó el castillo de Herdringen según el estilo de las antiguas fortalezas sobre el Rin para el Conde von Furstenberg, y también el castillo de Moyland cerca de Cléveris (Renania del Norte-Westfalia). Su último trabajo fue la magnífica Sinagoga de Glockengasse (1861) en estilo neomorisco en Colonia.

## Galería

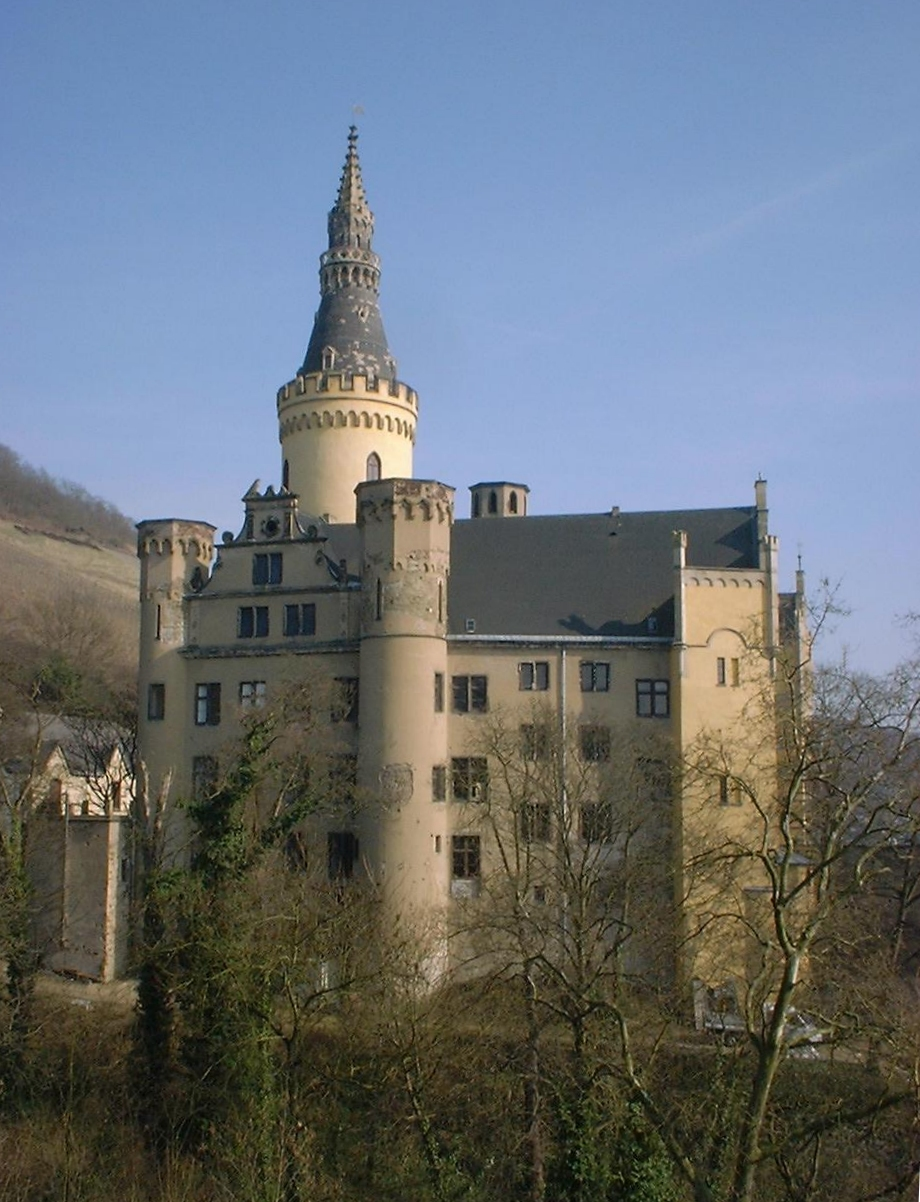
Castillo de Arenfels.
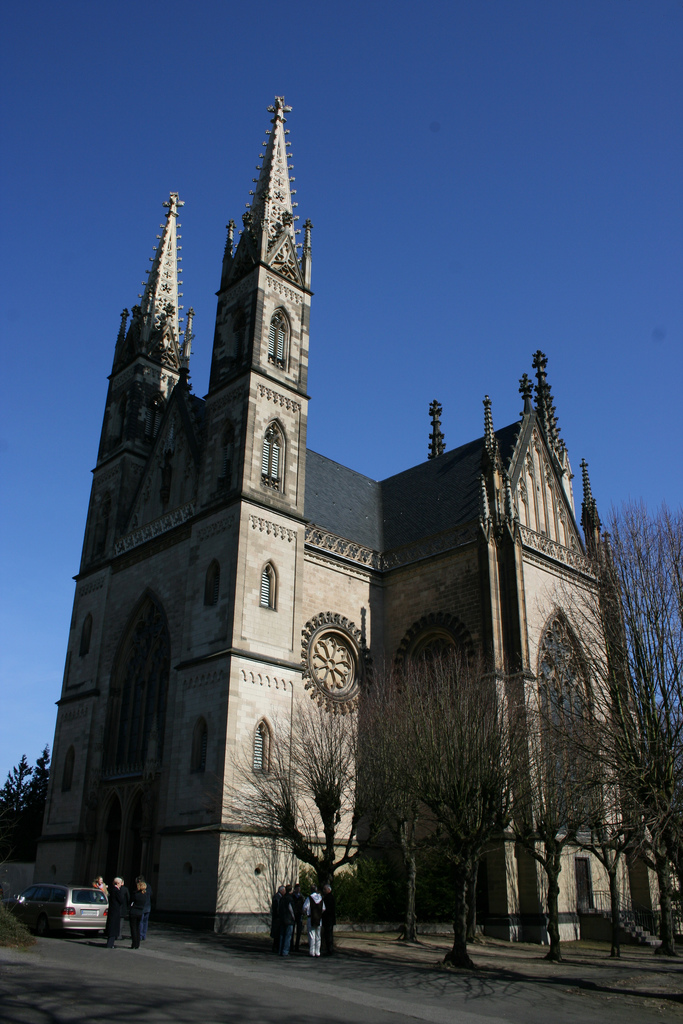
Iglesia de San Apolinario en Remagen, marzo de 2007.
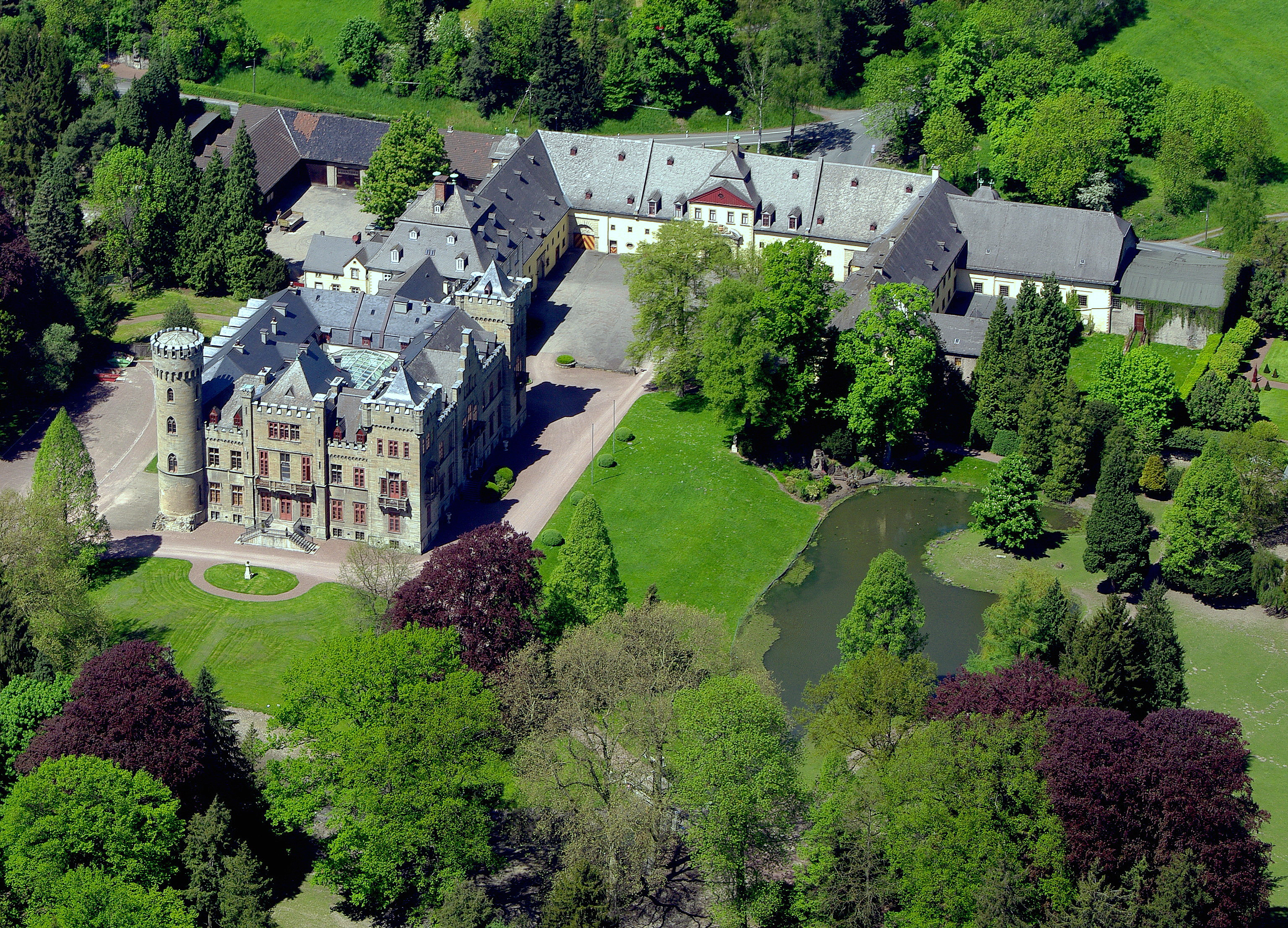
Castillo de Herdringen.
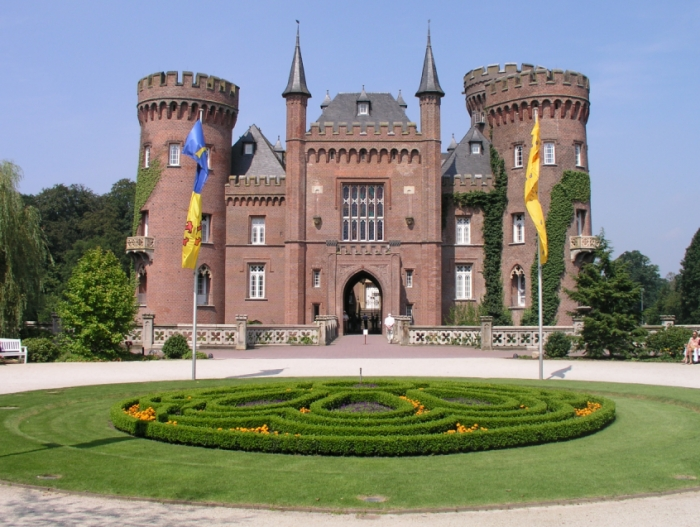
Castillo de Moyland.
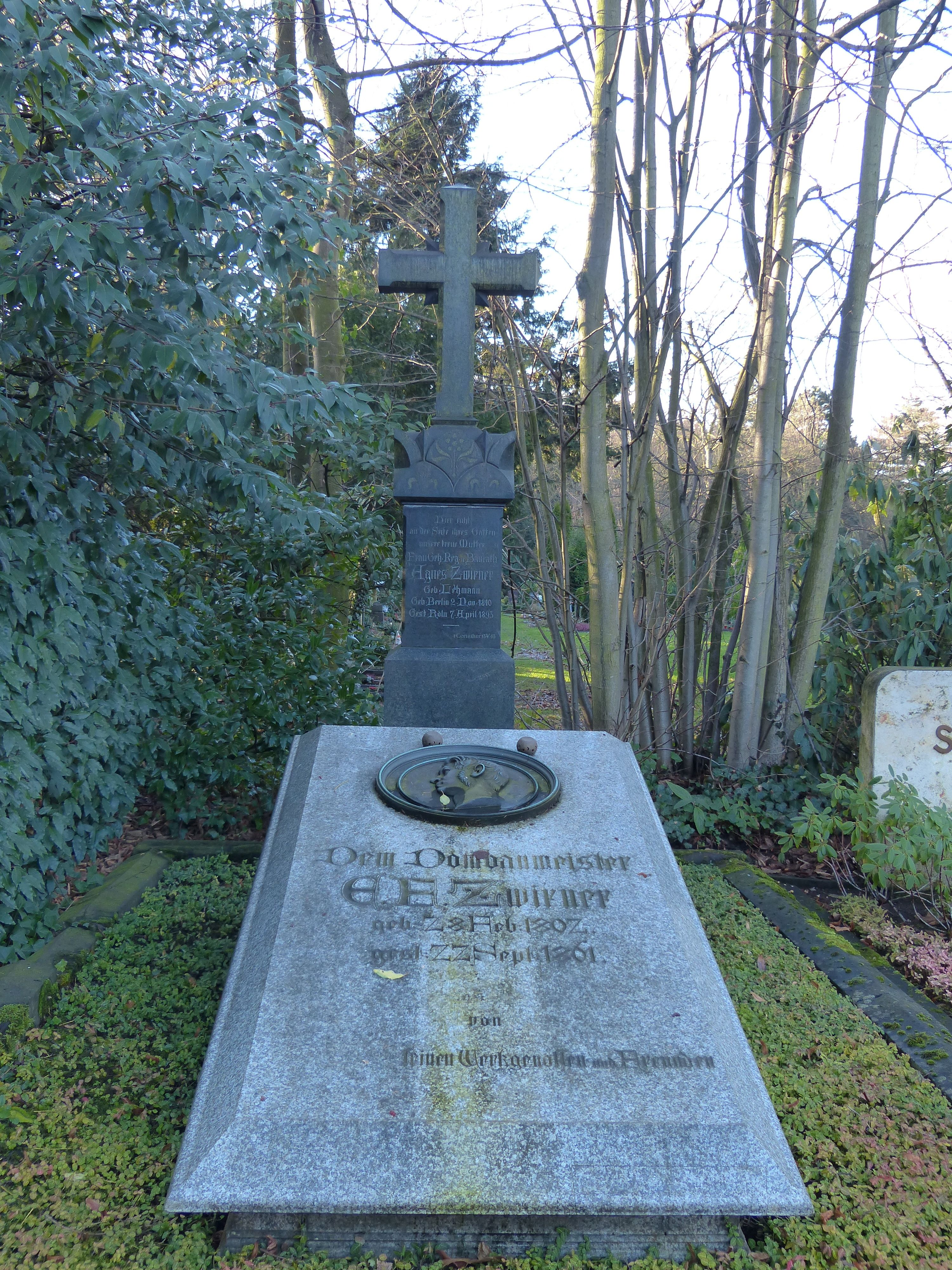
Tumba de Zwirner en el cementerio Melaten-Friedhof.